# Флаг Подопечной территории Тихоокеанские острова
Флаг Подопечной территории Тихоокеанские острова (ПТТО) (англ. Flag of the Trust Territory of the Pacific Islands) — символ бывшей подопечной территории ООН, носившей название Подопечная территория Тихоокеанские острова.
Флаг представляет собой прямоугольное полотнище светло-синего цвета, в центре которого, по кругу, расположены шесть белых пятиконечных звёзд. Звёзды символизируют шесть округов, входивших в состав ПТТО: Маршалловы острова, Понапе, Трук, Марианские острова, Яп (штат) и Палау. Синий цвет символизирует свободу и лояльность.
Флаг, разработанный правительственным служащим Гонсало Сантосом (англ. Gonzalo Santos) из района Яп, стал победителем конкурса на флаг ПТТО и одобрен Советом Микронезии (неофициальный орган) 3 октября 1962 года и впервые был поднят 24 октября этого года. После одобрения Верховным комиссаром ПТТО и Конгрессом Микронезии в июле 1965 года, 19 августа 1965 года был утверждён официально.
До принятия флага использовались флаги ООН и США.
Флаг использовался до конца 1980 года, к этому времени каждый район принял собственный флаг:
- Флаг Республики Маршалловы Острова — 1 мая 1979;
- Флаг Федеративных Штатов Микронезии — 30 ноября 1978 года;
- Флаг Республики Палау — 1 января 1981 года;
- Флаг Содружества Северных Марианских островов — 31 марта 1972 года.